# Передкарпаття

Українські Карпати: українське Передкарпаття і українське Закарпаття

Передкарпаття на мапі Українських Карпат і Прикарпаття.

Передкарпа́ття — територія в Західній Україні, в межах Львівської, Івано-Франківської та Чернівецької областей. Простягається порівняно вузькою смугою між долиною Дністра та північно-східним підніжжям Українських Карпат. 
Складовими частинами Передкарпаття є:
- Верхньодністровська улоговина
- Калуська улоговина
- Войнилівська височина
- Станиславівська улоговина
- Покутська височина
- Чернівецька височина
- Сторожинецьке пасмо

Територія густо заселена. Великі населені пункти: Самбір, Дрогобич, Стрий, Калуш, Івано-Франківськ, Коломия, Чернівці. 